# مرکز ماهواره‌ای بومهن
مرکز ارتباطات ماهواره‌ای بومهن در سال ۱۳۶۵ آغاز به کار کرد و به همراه دو مرکز دیگر ارتباط ماهواره‌ای اصفهان و ایستگاه شهید قندی همدان سه مرکز اصلی ارسال و دریافت سینگال های ارتباطی ایران هستند.

## مکان جغرافیایی
این مرکز در یک کیلومتری شرق شهر بومهن و جنب پارک فناوری پردیس و در محل ورودی روستای کرشت قرار دارد